# Gayle San
Gayle San (Singapur 14 de gener de 1967) és una punxadiscos i productora de música techno. La seva carrera va començar a principis de la dècada del 1990 a l'escena electrònica londinenca, on era discjòquei resident del club Limelight. Amb el temps va començar a experimentar amb un so més pesat, poc conegut en aquell moment, i va convertir-se en resident del club Omen de Frankfurt.
Des de llavors ha actuat regularment en discoteques a l'estranger com Florida 135. L'any 2000 va ocupar la sisena posició a les llistes de DJ internacionals de la revista alemanya Groove.

## Discografia
- Fine Audio DJ Mix Series Vol. 2 (Fine Audio Recordings, 1998)
- At The Wheels Of Steel (Galvanic, 2000)
- Fine Audio DJ Mix Series Vol. 7 (Fine Audio Recordings, 2002)
- U60311 Compilation Techno Division Vol. 5 (2005)

- First Impression EP
- The Experience (2008)

### Remescles
- Tribal Gathering 96 (1996)
- More Favorite Tools 01: Gayle San (2001)
- Time Warp Presents Compilation 2 (2001)
- Equator Sampler (2002)
- Palazzo Volume Two (2004)